# Andreas Munch
Andreas Munch, född 19 oktober 1811, död 27 juni 1884, var en norsk författare. Han var son till Johan Storm Munch.
Munch blev student 1830, var 1841-45 redaktör för Den Constitutionelle, den liberala oppositionens organ. 1850 blev han bibliotekarie, 1860 docent med lön till belöning för sin litterära verksamhet, det första norska diktargaget, och erhöll 1866 professors titel. Munch var kring mitten av 1800-talet Norges mest beundrade dikter. Senare har Munch främst betraktats som den typiske epigonen, helt bestämd av litterära intryck, främst från tysk och dansk romantik, men också från fransk, framför allt Victor Hugo. Han lyrik är lättflytande men blek och tunn. 
Bland Munchs diktsamlingar, av vilka flera utgick i en mängd upplagor märks Ephemerer (1836), Digte, gamle og nye (1848), Nye digte (1850), Sorg og tröst (1852), han mest populära diktsamling, inspirerad av sorgen över hans första hustrus död, Jesu billede (1864) och Eftersommer (1867). Bland hans pjäser märks Kong Sverres ungdom (1837), med vilken han segrade över Henrik Wergelands Campbellerne i tävlan om invigningsskådespel för den nygrundade Christiania Theater, Donna Clara (1840), Salomon de Caus (1854), En aften paa Giske (1855), Lord William Russel (1857), Hertug Skule (1864), som kom att ställas helt i skuggan av Henrik Ibsens samma år utgivna Kongs-emnerne samt Moder og søn (1871). Munch skrev även ett par romaner, Den ensomme (1846) och Pigen fra Norge (1861). Hans Samlede skrifter utkom i 5 band 1887-99.

## Utmärkelser
- Kommendör av Dannebrogorden
- Kommendör av Sankt Olavs orden
- Riddare av 1. klass av Nordstjärneorden

[Redigera Wikidata]